# Casinaria siccata
Casinaria siccata är en stekelart som beskrevs av Jerman och Ian D. Gauld 1988. Casinaria siccata ingår i släktet Casinaria och familjen brokparasitsteklar. Inga underarter finns listade.